# Beker van Burundi
De Beker van Burundi is een Burundees voetbaltoernooi en werd opgericht in 1982. Zoals de meeste bekercompetities wordt met het knock-outsysteem gespeeld.

## Finales
| Jaar               | Winnaar                      | Uitslag      | Finalist            |
| ------------------ | ---------------------------- | ------------ | ------------------- |
| 1982               | Vital'O                      |              |                     |
| 1983               | Inter FC                     |              |                     |
| 1984               | Inter FC                     |              |                     |
| 1985               | Vital'O                      |              |                     |
| 1986               | Vital'O                      |              |                     |
| 1987               | Muzinga FC                   |              |                     |
| 1988               | Vital'O                      |              |                     |
| 1989               | Vital'O                      |              |                     |
| 1990               | AS Inter Star (óf Inter FC?) |              |                     |
| 1991               | Vital'O                      |              |                     |
| 1992               | Prince Louis FC              |              |                     |
| 1993               | Vital'O                      |              |                     |
| 1994               | Vital'O                      |              |                     |
| 1995               | Vital'O                      |              |                     |
| 1996               | Vital'O                      |              |                     |
| 1997               | Vital'O                      |              |                     |
| 1998               | Elite                        |              |                     |
| 1999               | Vital'O                      |              |                     |
| 2000               | Atlético Olympic FC          |              |                     |
| 2001-2010 onbekend |                              |              |                     |
| 2011               | LLB Académic                 | 0-0 ns (6-5) | Atlético Olympic FC |
| 2012               | LLB Académic                 | 1-0          | Vital'O             |
| 2013               | Academie Tchité FC           | 0-0 ns       | LLB Académic        |

Algerije ·
Angola ·
Benin ·
Botswana ·
Burkina Faso ·
Burundi ·
Centraal-Afrikaanse Republiek ·
Comoren ·
Congo-Brazzaville ·
Congo-Kinshasa ·
Djibouti ·
Egypte ·
Equatoriaal-Guinea ·
Ethiopië ·
Gabon ·
Gambia ·
Ghana ·
Guinee ·
Guinee-Bissau ·
Ivoorkust ·
Kameroen ·
Kenia ·
Lesotho ·
Liberia ·
Libië ·
Madagaskar ·
Mali ·
Marokko ·
Mauritanië ·
Mauritius ·
Mozambique ·
Namibië ·
Niger ·
Nigeria ·
Oeganda ·
Réunion ·
Rwanda ·
Sao Tomé en Principe ·
Senegal ·
Seychellen ·
Sierra Leone ·
Soedan ·
Somalië ·
Swaziland ·
Tanzania ·
Togo ·
Tsjaad ·
Tunesië ·
Zambia ·
Zimbabwe ·
Zuid-Afrika